# SARUEL
SARUEL (Salezjański Ruch Ewangelizacyjny) – rzymskokatolicka wspólnota założona w 1994 roku przez Zgromadzenie Salezjanów.

## Historia
Ruch powstał w odpowiedzi na wezwanie Kościoła do nowej ewangelizacji - nowej w formie, środkach i zapale. Inspiracją do założenia SARUEL-a były m.in.:
- dokument XXIII Kapituły Generalnej Salezjanów - Wychowanie młodzieży do wiary, wydany w 1990 r.[1],
- wczasorekolecje w Radochowie (niedaleko Lądka-Zdroju), podczas których młodzież z parafii pw. św. Michała Archanioła w Kutnie-Woźniakowie modliła się i integrowała w czasie pieszych wędrówek i ogniska oraz pomagała osobom chorym i samotnym[2],
- Ruch zainicjowano podczas Szkoły Ewangelizacji i Rekolekcji Ewangelizacyjnych, które odbyły się w lipcu 1994 r. w Starym Sączu[3]. W ramach rekolekcji prowadzono trzy grupy:
- „Szkołę Nowego Życia” pod kierunkiem kl. Cezariusza Cieszyńskiego,
- „Szkołę Biblijną” pod kierunkiem kl. Dariusza Kozłowskiego,
- „Szkołę Modlitwy” pod kierunkiem kl. Andrzeja Kęsiaka.

Podczas rekolekcji blisko 100 uczestników prowadziło uliczną ewangelizację mieszkańców i kuracjuszy oraz brało udział w scenkach i koncertach ewangelizacyjnych.
W dniach 16 - 18 grudnia 1994 r. w Woźniakowie zapadła decyzja o powołaniu Salezjańskiego Ruchu Ewangelizacyjnego (w skrócie SARUEL) oraz ogólnopolskiego Centrum Ewangelizacji. Odbyło się również pierwsze spotkanie dla animatorów i odpowiedzialnych za wspólnotę. 
Od września 2004 roku miejscem, które pełni koordynację SARUEL-a jest Czerwińsk Nad Wisłą. 

## Charakterystyka ruchu
Ruch tworzą głównie ludzie świeccy, realizując program kształtowania wiary i chrześcijańskiego świadectwa, którego metody są oparte na salezjańskim charyzmacie. Założenia ruchu:
- bezpośrednie zaangażowanie się Salezjanów i ludzi świeckich, którym bliski jest ksiądz Bosko i jego charyzmat,
- salezjańska duchowość młodzieżowa, która jest duchowością codzienności; radości i optymizmu, przyjaźni z Jezusem; duchowością wspólnoty kościelnej; oraz odpowiedzialnej służby i ewangelizacji,
- kierowanie się systemem wychowawczym św. Jana Bosko – pedagogia oparta na: miłości, rozumie i religii,
- stosowane środki i metody pracy to: radość, zabawa, teatr, muzyka, spontaniczna i serdeczna modlitwa, sakrament pojednania,
- wychowanie do apostolstwa i współodpowiedzialności (głoszenie świadectwa wiary przez młodych ludzi),
- obecność młodzieży z warstw ludowych, młodzieży ubogiej materialnie i duchowo, zagrożonej, młodzieży dotkniętej narkomanią, zaangażowanej w subkultury.

Formy działalności:
- ewangelizacja poprzez prowadzenie rekolekcji ewangelizacyjnych zimą i latem (w Różanymstoku), rekolekcji szkolnych i parafialnych w okresie Wielkiego Postu i Adwentu, działalność wspólnot lokalnych w parafiach, szkołach i uczelniach,
- muzyczne koncerty ewangelizacyjne i wystąpienia teatralne, ewangelizacyjna współpraca świeckich podczas akcji wakacyjnych i śródrocznych.

## Moderatorzy ruchu
Od 2004 odpowiedzialność za koordynację pełni ks. Sławomir Piotrowski. Formacją animatorów zajmuje się ks. Przemysław Kawecki. Opiekę techniczno-prawną i organizacyjną zapewnia ruchowi Stowarzyszenie Emaus, które również ma swą siedzibę w Czerwińsku.

## Wspólnoty lokalne
SARUEL działa w Łodzi przy Duszpasterstwie Akademickim „Węzeł” oraz przy parafii Najświętszego Serca Jezusowego w Warszawie.